# Hôtel de ville de Bâle
 (décembre 2023).
Si vous disposez d'ouvrages ou d'articles de référence ou si vous connaissez des sites web de qualité traitant du thème abordé ici, merci de compléter l'article en donnant les références utiles à sa vérifiabilité et en les liant à la section « Notes et références ».
L'hôtel de ville de Bâle, appelé en allemand Rathaus Basel ou Roothuus, est un immeuble du XVIe siècle qui domine la place du marché de Bâle, en Suisse.
Il accueille à la fois les réunions du parlement cantonal et celles du Conseil d'État du canton de Bâle-Ville, institutions qui gèrent également la ville, Bâle n'ayant en effet pas d'administration propre.
Le bâtiment était initialement décoré de fresques peintes aux alentours de 1522 par Hans Holbein le Jeune qui furent perdues au fil du temps ; quelques fragments encore existants sont conservés au musée d'art de la ville.
Le bâtiment, de même que la statue de Lucius Munatius Plancus qui l'orne, sont inscrits comme biens culturels suisses d'importance nationale.

## Source
- (de) Cet article est partiellement ou en totalité issu de l’article de Wikipédia en allemand intitulé « Rathaus (Basel) » (voir la liste des auteurs).